# Gazax-et-Baccarisse
Gazax-et-Baccarisse is een gemeente in het Franse departement Gers (regio Occitanie) en telt 87 inwoners (2009). De plaats maakt deel uit van het arrondissement Mirande.

## Geografie
De oppervlakte van Gazax-et-Baccarisse bedraagt 9,6 km², de bevolkingsdichtheid is dus 9,1 inwoners per km².
De onderstaande kaart toont de ligging van Gazax-et-Baccarisse met de belangrijkste infrastructuur en aangrenzende gemeenten.

## Demografie
Onderstaande figuur toont het verloop van het inwonertal (bron: INSEE-tellingen).